# Anton Huber (Musiker)
Anton Huber (* 15. April 1888 in München; † 3. September 1966 ebenda) war ein deutscher Violinist. Er spielte die Violine, die Viola und die Viola d’amore.

## Leben
Nach dem Ersten Weltkrieg spielte er in München mit Johannes Hobohm (Cembalo) und Christian Döbereiner (Violoncello) in dessen Döbereiner-Trio für Alte Musik. Vom 15. Februar 1922 bis 1953 war Huber zunächst Lehrer, später Professor an der Akademie für Tonkunst in München. In diesen Jahren spielte er auch zusammen mit seinen Akademie-Kollegen Valentin Härtl (Viola), Johannes Hegar (Violoncello) und Felix Berber (Violine) in dessen „Berber-Quartett“. Außerdem spielte er von 1934 bis 1937 als zweiter Geiger mit Anton Walter (Violoncello), Valentin Härtl (Viola) und Wilhelm Stross (Violine) in dessen Stross-Quartett.
Huber war in der Zeit des Nationalsozialismus kein Parteimitglied der NSDAP.